# Lijst van voetbalinterlands Bhutan - Indonesië
Deze lijst van voetbalinterlands geeft een overzicht van alle officiële voetbalwedstrijden tussen de nationale teams van Bhutan en Indonesië. De landen speelden tot op heden twee keer tegen elkaar. De eerste ontmoeting, een kwalificatiewedstrijd voor de Azië Cup 2004, werd gespeeld in Djedda (Saoedi-Arabië) op 6 oktober 2003. Het laatste duel, de 'returnwedstrijd' in dezelfde kwalificatiereeks, vond plaats op 13 oktober 2003 in Djedda.

## Wedstrijden
| № | Plaats | Datum           | Competitie                 | Wedstrijd          | Uitslag |
| - | ------ | --------------- | -------------------------- | ------------------ | ------- |
| 1 | Djedda | 6 oktober 2003  | Azië Cup 2004 kwalificatie | Indonesië − Bhutan | 2 − 0   |
| 2 | Djedda | 13 oktober 2003 | Azië Cup 2004 kwalificatie | Bhutan − Indonesië | 0 − 2   |

## Samenvatting
| Competitie            | Totaal gespeeld | Winst Bhutan | Gelijk | Winst Indonesië | Doelsaldo Bhutan – Indonesië |
| --------------------- | --------------- | ------------ | ------ | --------------- | ---------------------------- |
| Azië Cup-kwalificatie | 2               | 0            | 0      | 2               | 0 − 4                        |
| Totaal                | 2               | 0            | 0      | 2               | 0 − 4                        |

Wedstrijden bepaald door strafschoppen worden, in lijn met de FIFA, als een gelijkspel gerekend.
BFF · Bhutaans vrouwenelftal
Afghanistan ·
Bangladesh ·
Brunei ·
Cambodja ·
Centraal-Afrikaanse Republiek ·
China ·
Filipijnen ·
Guam ·
Hongkong ·
India ·
Indonesië ·
Jemen ·
Koeweit ·
Laos ·
Libanon ·
Macau ·
Malediven ·
Maleisië ·
Mongolië ·
Montserrat ·
Nepal ·
Oman ·
Pakistan ·
Palestina ·
Qatar ·
Saoedi-Arabië ·
Sri Lanka ·
Tadzjikistan ·
Thailand ·
Turkmenistan
PSSI · 
Indonesisch vrouwenelftal
WK 1938
OS 1956
Afghanistan ·
Andorra ·
Argentinië ·
Australië ·
Bahrein ·
Bangladesh ·
Bhutan ·
Bosnië en Herzegovina ·
Brunei ·
Bulgarije ·
Burundi ·
Cambodja ·
Canada ·
China ·
Cuba ·
Curaçao ·
DDR ·
Denemarken ·
Dominicaanse Republiek ·
Egypte ·
Estland ·
Fiji ·
Filipijnen ·
Ghana ·
Guinee ·
Guyana ·
Hongarije ·
Hongkong ·
India ·
Irak ·
Iran ·
Jamaica ·
Japan ·
Jemen ·
Joegoslavië ·
Jordanië ·
Kameroen ·
Kenia ·
Kirgizië ·
Koeweit ·
Kroatië ·
Laos ·
Liberia ·
Libië ·
Liechtenstein ·
Litouwen ·
Malediven ·
Maleisië ·
Malta ·
Marokko ·
Mauritius ·
Moldavië ·
Myanmar ·
Nederland ·
Nepal ·
Nieuw-Zeeland ·
Nigeria ·
Noord-Korea ·
Oezbekistan ·
Oman ·
Oost-Timor ·
Pakistan ·
Palestina ·
Papoea-Nieuw-Guinea ·
Paraguay ·
Puerto Rico ·
Qatar ·
Saoedi-Arabië ·
Senegal ·
Singapore ·
Sri Lanka ·
Syrië ·
Taiwan ·
Tanzania ·
Thailand ·
Turkmenistan ·
Uruguay ·
Vanuatu ·
Verenigde Arabische Emiraten ·
Vietnam ·
Zimbabwe ·
Zuid-Jemen ·
Zuid-Korea ·
Zuid-Vietnam